# 西安地下鉄
西安地下鉄（せいあんちかてつ、中文表記: 西安地铁、英文表記: Xi'an Metro）は中華人民共和国陝西省西安市ならびに咸陽市の地下鉄。

## 概要

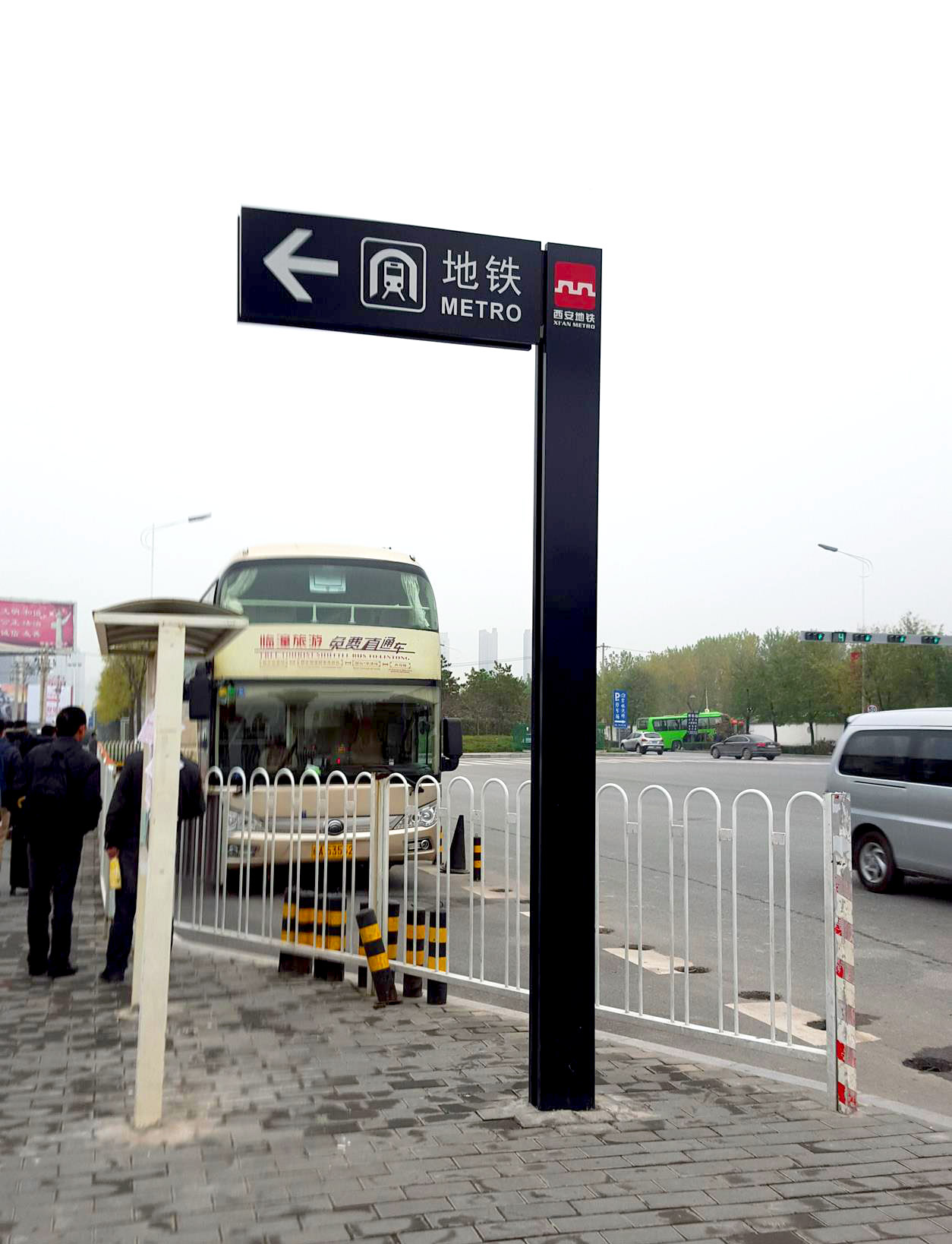
西安地下鉄の出入り口近くにある案内板（サイン）。

1994年、西安市は「西安城市総体計画（1995-2010年）」において、4路線、総延長73.17kmに及ぶ鉄道の建設計画を正式に提出した。この計画は1999年に国務院の批准を得た。
2004年2月に制定された「西安市城市快速軌道交通線網計画」において、長期計画として合計6路線、総延長251.8kmに達する計画とした。

## 沿革

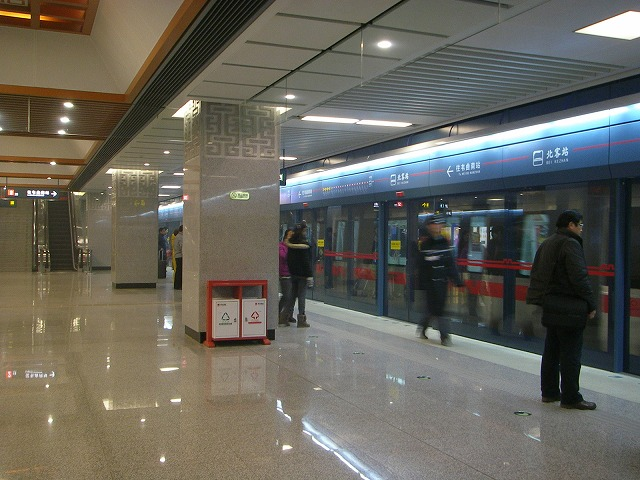
北客駅(2011年)

- 1980年代 - 西安市は都市快速軌道交通の計画を始める。
- 1994年 - 西安市は「西安城市総体計画（1995-2010年）」《西安城市总体规划（1995—2010年）》において、4路線、総延長73.17kmに及ぶ鉄道の建設計画を正式に提出した。
- 1999年 - 上記計画が国務院の批准を得る。
- 2004年2月 - 西安市は国家発展改革委員会に対し、「西安市城市快速軌道交通線網計画」《西安市城市快速轨道交通线网规划》を提出する。
- 2006年9月13日 - 西安地下鉄の建設が国務院の批准を得る。
- 2006年9月29日 - 西安地下鉄の準備工事が開始される。
- 2007年8月10日 - 2号線1期工事が着工される。
- 2011年9月28日 - 2号線1期区間：北客駅 - 会展中心駅間が試験営業を開始[3]。
- 2013年9月15日 - 1号線1期区間：後衛寨駅 - 紡織城駅間が開通。
- 2014年6月16日 - 2号線南延伸区間：会展中心駅 - 韋曲南間が試験営業を開始。
- 2016年11月8日 - 3号線1期区間：魚化寨駅 - 保税区駅間が開通。
- 2018年12月26日 - 4号線:北客駅（北広場）- 航天新城駅が開通。（火車站駅は未開業）
- 2019年9月26日 - 1号線2期区間:灃河森林公園駅 - 後衛寨駅間が開通[4]。
- 2020年12月28日 - 5号線1・2期区間: 西安東駅 - 阿房宮南駅 - 創新港駅間、6号線1期区間：西安南駅 - 西北工業大学駅間、9号線：紡織城駅 - 秦陵西駅間が開通[5]。但し5号線馬腾空駅 - 西安東駅間、6号線西安国際医学中心駅 - 西安南駅間は未開業[注 1]
- 2020年12月31日 - 陕西城際鉄路有限責任公司が運営していた西安機場城際軌道（機場線）を西安地下鉄に移管[6]。

## 営業中の路線
| 色 | 路線名 | 営業区間                  | 駅数 | 営業キロ | 開通日         | 編成両数 | 車両製造所   |
| -- | ------ | ------------------------- | ---- | -------- | -------------- | -------- | ------------ |
|    | 1号線  | 咸陽西駅 - 紡織城         | 23駅 | 42km     | 2013年09月15日 | 6両      | 中車大連機車 |
|    | 2号線  | 草灘 - 常寧宮             | 21駅 | 23.2km   | 2011年09月16日 | 6両      | 中車長春軌道 |
|    | 3号線  | 魚化寨 - 保税区           | 26駅 | 39.15km  | 2016年11月08日 | 6両      | 中車大連機車 |
|    | 4号線  | 西安北站 - 航天新城       | 29駅 | 35.2km   | 2018年12月26日 | 6両      | 中車長春軌道 |
|    | 5号線  | 創新港 - 馬騰空           | 31駅 | 41.6km   | 2020年12月28日 | 6両      |              |
|    | 6号線  | 西安国際医学中心 - 紡織城 | 30駅 | 35.1km   | 2020年12月28日 | 6両      |              |
|    | 8号線  | 環状線                    | 37駅 | 49.896km | 2024年12月26日 | 6両      |              |
|    | 9号線  | 紡織城 - 秦陵西           | 15駅 | 25.3km   | 2020年12月28日 | 6両      |              |
|    | 10号線 | 井上村 - 昭慧広場         | 17駅 | 34.2km   | 2024年9月26日  | 4両,6両  |              |
|    | 14号線 | 機場西(T1、T2、T3) - 賀韶 | 18駅 | 42.96km  | 2019年09月29日 | 6両      | 中車長春軌道 |
|    | 16号線 | 詩経里 - 秦創原中心       | 9駅  | 15.03km  | 2023年6月27日  | 6両      |              |

## 事業中の路線
| 色 | 路線名 | 工事名 | 工事区間      | 駅数 | キロ程  | 着工           | 開通予定 | 可決文書                                        |
| -- | ------ | ------ | ------------- | ---- | ------- | -------------- | -------- | ----------------------------------------------- |
|    | 15号線 | 一期目 | 細柳 - 韓家湾 | 13駅 | 19.15km | 2020年09月29日 | 2025年   | 『西安市都市軌道交通第三期建設規画(2019-2024)』 |